# Parti des sociaux-démocrates bulgares
Le Parti des sociaux-démocrates bulgares – en bulgare : Партия Български социалдемократи ou ПБС, soit « Partiya Balgarski Sotsialdemokrati » ou PBS – est un parti politique de Bulgarie.
Le Parti des sociaux-démocrates bulgares est :
- membre de plein droit de l'Internationale socialiste ;
- membre associé du Parti socialiste européen.

Le parti est membre de la Coalition pour la Bulgarie depuis 2001, coalition menée par le Parti socialiste bulgare.
Pour les élections européennes du 20 mai 2007, nécessitées par l'adhésion de la Bulgarie à l'Union européenne, le 1er janvier précédent, le Parti des sociaux-démocrates bulgares a formé une « Coalition des sociaux-démocrates bulgares » Коалиция Български социалдемократи), avec le Mouvement politique Sociaux-démocrates (Политическо движение Социалдемократи).